# Pássaro Proibido
Pássaro Proibido é o sexto álbum de estúdio da cantora brasileira Maria Bethânia, lançado em 1976 pela Philips Records. O álbum deu a Maria Bethânia seu primeiro disco de ouro. O grande sucesso de Pássaro Proibido foi a faixa "Olhos nos Olhos", importante marco na carreira da cantora, onde ela chegava a um público mais popular, por meio das rádios AMs. "As Ayabás" é uma homenagem as divindades feminidas do Candomblé e também costumava ser cantada nos shows do Doces Bárbaros. "Amor, Amor" foi originalmente lançada no ano anterior por Marília Barbosa na trilha sonora da telenovela O Grito. O álbum motivou a criação do show Pássaro da Manhã, que posteriormente foi lançado também em um álbum de estúdio.

## Faixas
| N.º | Título                                                       | Música                                | Duração |  |
| 1.  | "As Ayabás"                                                  | Caetano Veloso / Gilberto Gil         | 6:37    |  |
| 2.  | "Mãe Maria"                                                  | Custódio Mesquita / David Nasser      | 2:54    |  |
| 3.  | "Balada do Lado Sem Luz"                                     | Gilberto Gil                          | 3:22    |  |
| 4.  | "A Bahia Te Espera"                                          | Herivelto Martins / Chianca de Garcia | 1:41    |  |
| 5.  | "Pecado"                                                     | Bahr / Pontier y Francini             | 2:18    |  |
| 6.  | "Olhos nos Olhos"                                            | Chico Buarque                         | 4:37    |  |
| 7.  | "Festa"                                                      | Gonzaguinha                           | 2:28    |  |
| 8.  | "Amor, Amor"                                                 | Sueli Costa / Cacaso                  | 3:48    |  |
| 9.  | "Pássaro Proibido" (interpretada somente por Caetano Veloso) | Caetano Veloso / Maria Bethânia       | 4:12    |  |